# BOSCO jazz & pop orchestra

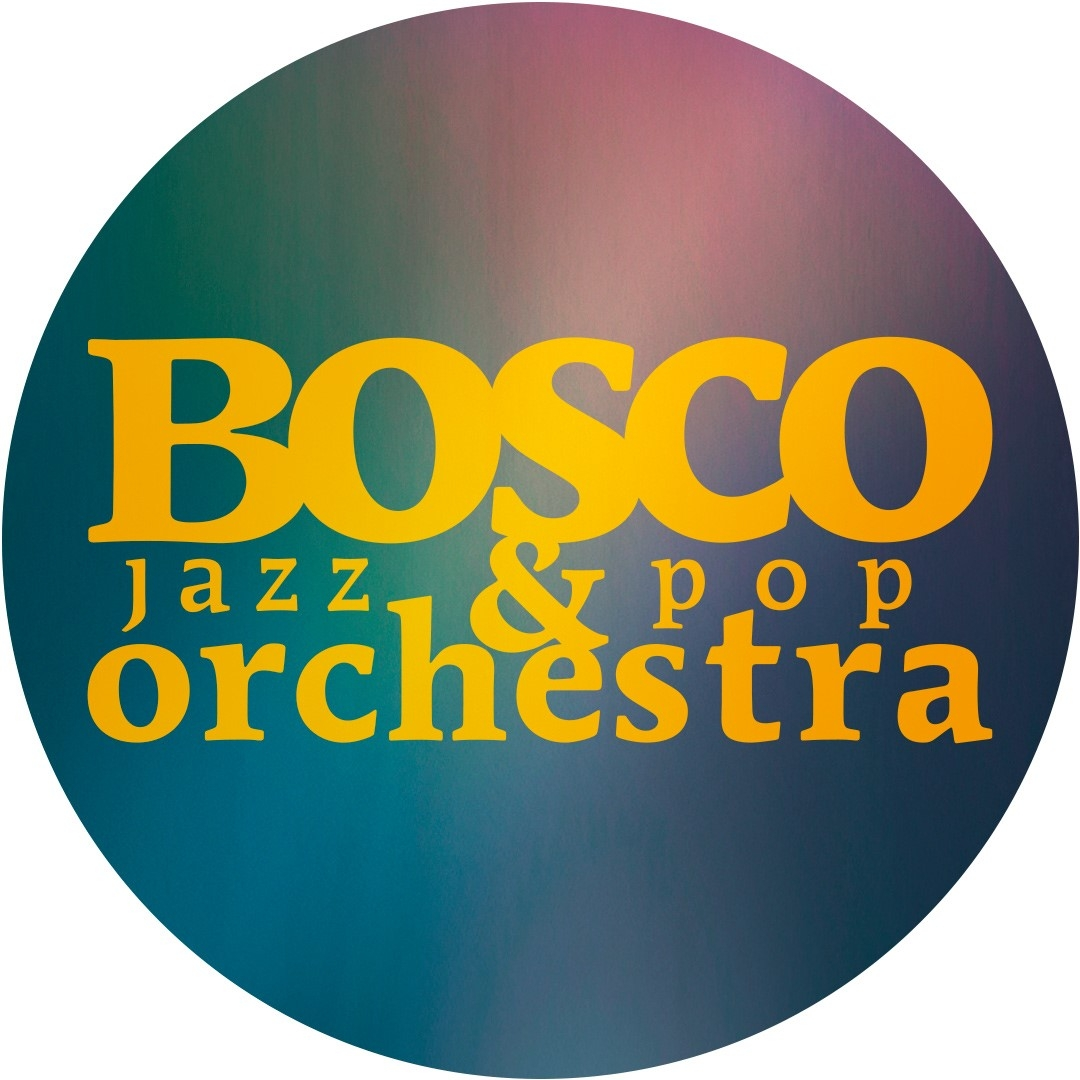
Logo van de band

BOSCO jazz & pop orchestra is een 10-koppig allround muziekcollectief, opgericht in 2003 door arrangeur, producent en trompettist Daan Bogers.

## Biografie
Het 10-koppige “jazz and pop orchestra” BOSCO is een allround collectief dat in 2003 werd opgericht door arrangeur, producent en trompettist Daan Bogers. In haar beginperiode speelde de band op veel Nederlands jazzfestivals. In 2008 nam de band haar eerste CD “Spunky Jazz Party” op.
Toen eind 2009 de vaste frontman van de band emigreerde, koos BOSCO ervoor om met verschillende vocalisten te gaan werken. De band speelde op bedrijfsevenementen en op theaterpodia, waar het artiesten begeleidde als Denise Jannah, Joke Bruijs, Antje Monteiro en Tim Akkerman. In 2011 nam de band een live EP-op met Robin van Beek.
Ook de 6-koppige BOSCO-blazerssectie, die voor een belangrijk deel de karakteristieke sound van BOSCO vormt, wordt sinds 2010 gekoppeld aan andere bands. De blazerssectie tourde langs grote pop- en rockfestivals met De Bazzookas in 2013 en 2014 en werd vanaf eind 2014 de bigband achter de rockabilly-act Liptease, dat zijn doorbraak beleefde in Holland’s Got Talent. De Liptease Big Band toerde van 2015 tot 2017 langs diverse Nederlandse festivals (o.m. Paaspop, Concert at Sea) en verzorgde meerdere clubtours. In 2018 nam de Liptease Big Band afscheid met een LP.
In 2016 ontstond het project “Big Horns” in samenwerking met de Rotterdam Ska-Jazz Foundation. Met deze ‘RSJF’ werd een EP opgenomen en getoerd in binnen- en buitenland langs festivals en jazzclubs. Daarnaast was BOSCO in 2017 en 2018 het begeleidingsorkest van de toerende theatershow “Heel Holland Op Z’n Kop” met o.a. Linda Wagemakers. Onderwijl verzorgde de band tussen 2016 en 2019 ook eigen optredens met gasten als Eric Vloeimans, Benjamin Herman, Adam Rapa, Steffen Morrisson, Joris Rasenberg en Nurlaila Karim.
In 2017 startte de BOSCO-horns een samenwerking met de Nederlandse psychobilly-band Batmobile. Deze combinatie, onder de naam “Big Bat”, speelde op een aantal rockfestivals in Nederland, België en Spanje. Er werd een single en een EP opgenomen. Vanwege de COVID-pandemie kon een beoogde wereldwijde tour niet plaatsvinden.
In 2019 werd ondertussen BOSCO ook de vaste band van The Voice-winnaar Dennis van Aarssen. De band nam met hem onder meer zijn eerste plaat op, die werd bekroond met een Edison in 2020. BOSCO toerde met Van Aerssen langs de Nederlandse theaters totdat in 2019 de COVID-pandemie uitbrak.
Na de Corona-pandemie pakte BOSCO in 2021 de draad weer op. Er werd een samenwerking aangegaan de Nederlandse ‘gypsy-croonser’ Johnny Rosenberg. In 2022 werd de eerste single “Whatever Lola Wants” live voor publiek opgenomen, die werden gevolgd door een aantal optredens. 
BOSCO heeft samen met Peter Douglas ook deelgenomen aan The Tribute: Battle of the Bands 2024 op SBS6. In deze show behaalde ze de 4e plaats, waardoor ze op 12, 13, en 14 april 2024 in de Ziggo Dome hebben mogen spelen voor een publiek van 17.000 man per show.  

## Bezetting 2023
| Willem Abelen         | altsax                                                     |
| Henk Guitjens         | tenorsax                                                   |
| Vincent Klep          | baritonsax, tenorsax, sopraansax, klarinet, fluit, bastuba |
| Florian Sperzel       | trompet, bugel                                             |
| Daan Bogers           | bandleider, arrangeur, trompet, bugel                      |
| Matteo Paggi          | trombone, euphonium                                        |
| Chris Muller          | piano, keys, slagwerk                                      |
| Jeroen Torrente       | gitaren                                                    |
| Robbert van Kalmthout | drums, slagwerk                                            |
| Remy Dielemans        | contrabas, basgitaar                                       |